# Перепёлкино (Крым)
Перепёлкино (до 1948 года Камба́р-Ваку́ф; укр. Перепілкине, крымскотат. Qambar Vaqıf, Къамбар Вакъыф, قامبار واقف) — село в Джанкойском районе Республики Крым, входит в состав Заречненского сельского поселения (согласно административно-территориальному делению Украины — Заречненского сельского совета Автономной Республики Крым).

## Население
| 2001 | 2014 |
| ---- | ---- |
| 657  | ↘461 |

Всеукраинская перепись 2001 года показала следующее распределение по носителям языка
| Язык             | Процент |
| ---------------- | ------- |
| крымскотатарский | 46.73   |
| русский          | 45.66   |
| украинский       | 5.33    |
| другие           | 0.3     |

### Динамика численности
| - 1805 год — 27 чел. - 1915 год — 27/0 чел. - 1921 год — 54 чел. - 1926 год — 49 чел. - 1939 год — 96 чел. | - 1989 год — 531 чел. - 2001 год — 657 чел. - 2009 год — 610 чел. - 2014 год — 461 чел. |

## Современное состояние
На 2017 год в Перепёлкино числится 12 улиц; на 2009 год, по данным сельсовета, село занимало площадь 40,5 гектара на которой, в 224 дворах, проживало 610 человек. В селе действуют библиотека, сельский клуб, село связано автобусным сообщением с райцентром и соседними населёнными пунктами.

## География
Перепёлкино — село в центральной части района, в степном Крыму, в 1 км от места впадения реки Стальная в Сиваш, высота центра села над уровнем моря — 11 м. Соседние сёла: Смежное в 1 км на юго-запад, Многоводное в 2 км на юго-восток и Стальное в 2,5 км на юг. Расстояние до райцентра — около 17 километров (по шоссе), там же ближайшая железнодорожная станция. Транспортное сообщение осуществляется по региональной автодороге 35Н-139 Заречное — Перепёлкино (по украинской классификации — С-0-10415).

## История
Первое документальное упоминание села встречается в Камеральном Описании Крыма… 1784 года, судя по которому, в последний период Крымского ханства Конбар входил в Дип Чонгарский кадылык Карасубазар ского каймаканства. После присоединения Крыма к России (8) 19 апреля 1783 года, (8) 19 февраля 1784 года, именным указом Екатерины II сенату, на территории бывшего Крымского Ханства была образована Таврическая область и деревня была приписана к Перекопскому уезду. После Павловских реформ, с 1796 по 1802 год, входила в Перекопский уезд Новороссийской губернии. По новому административному делению, после создания 8 (20) октября 1802 года Таврической губернии, Камбар был включён в состав Биюк-Тузакчинской волости Перекопского уезда.
По Ведомости о всех селениях в Перекопском уезде состоящих с показанием в которой волости сколько числом дворов и душ… от 21 октября 1805 года, в деревне Камбар числилось 8 дворов и 27 крымских татар. На военно-топографической карте генерал-майора Мухина 1817 года деревня Камбар обозначена с 4 дворами. После реформы волостного деления 1829 года Камбар, согласно «Ведомости о казённых волостях Таврической губернии 1829 года», остался в составе Тузакчинской волости. Затем, видимо, вследствие эмиграции крымских татар в Турцию, деревня опустела и на картах 1836 и 1842 года обозначены развалины деревни Камбар. В дальнейшем в доступных источниках XIX века поселение не встречается.
Вновь деревня Камбар упоминается в Статистическом справочнике Таврической губернии 1915 года, согласно которому в деревне Камбар (вакуф) Ак-Шеихской волости Перекопского уезда числилось 8 дворов (все дворы с землёй) с татарским населением в количестве 27 человек приписных жителей, из которых 12 мужчин и 19 женщин. Жители владели 120 десятинами удобной земли. В хозяйствах имелось 30 лошадей и 6 коров.
После установления в Крыму Советской власти, по постановлению Крымревкома от 8 января 1921 года № 206 «Об изменении административных границ» была упразднена волостная система и в составе Джанкойского уезда был создан Джанкойский район. Есть данные, что на тот год Комбар-Вакуф, с населением 54 человека, входил в состав Барынского сельревкома. В 1922 году уезды преобразовали в округа. 11 октября 1923 года, согласно постановлению ВЦИК, в административное деление Крымской АССР были внесены изменения, в результате которых округа были ликвидированы, основной административной единицей стал Джанкойский район и село включили в его состав. Согласно Списку населённых пунктов Крымской АССР по Всесоюзной переписи 17 декабря 1926 года, в селе Камбар (вакуф), Моллаларского сельсовета Джанкойского района, числилось 14 дворов, все крестьянские, население составляло 49 человек, все татары. По данным всесоюзной переписи населения 1939 года в селе проживало 96 человек.
В 1944 году, после освобождения Крыма от фашистов, согласно Постановлению ГКО № 5859 от 11 мая 1944 года, 18 мая крымские татары были депортированы в Среднюю Азию. 12 августа 1944 года было принято постановление № ГОКО-6372с «О переселении колхозников в районы Крыма» и в сентябре 1944 года в район приехали первые новоселы (27 семей) из Каменец-Подольской и Киевской областей, а в начале 1950-х годов последовала вторая волна переселенцев из различных областей Украины. С 25 июня 1946 года Камбар-Вакуф в составе Крымской области РСФСР. Указом Президиума Верховного Совета РСФСР от 18 мая 1948 года, Камбар-Вакуф переименовали в Перепёлкино. 26 апреля 1954 года Крымская область была передана из состава РСФСР в состав УССР. Время включения в Заречненский сельсовет пока не установлено: на 15 июня 1960 года село уже числилось в его составе. В 1973 году в Перепёлкино открыта библиотека, в 1977 году — детские ясли-сад, в 1992 году — фельдшерско-акушерский пункт. По данным переписи 1989 года в селе проживал 531 человек. С 12 февраля 1991 года село в восстановленной Крымской АССР, 26 февраля 1992 года переименованной в Автономную Республику Крым. С 21 марта 2014 года в составе Крыма аннексировано Россией.